# Poznámky z Eremocénu
Poznámky z Eremocénu (englischer Festivaltitel Notes from Eremocene) ist ein slowakisch-tschechischer dokumentarischer Essayfilm unter der Regie von Viera Čákanyová aus dem Jahr 2023. Der Film feiert am 20. Februar 2023 auf der Berlinale seine Weltpremiere in der Sektion Forum.

## Handlung
Der Film geht der Frage nach, welche Möglichkeiten Blockchaintechnologie und Künstliche Intelligenz für die Lösung weltweiter Probleme wie Klimawandel und Krise der parlamentarischen Demokratie bieten. Die Technik- und Fortschrittsgläubigkeit wird dabei von einem spielerischen und gleichzeitig kritischen Standpunkt aus hinterfragt. Gleichzeitig ist Poznámky z Eremocénu ein sehr persönlicher Film: Eine Art filmische Postkarte, die die Regisseurin an ihr zukünftiges Ich schickt, eine gegenwärtige Vision der zukünftigen Welt und zugleich eine Art persönlicher Arche. Der Film sei, so die Regisseurin, als Flaschenpost konzipiert, die in ein Datenmeer gegossen wird, um von zukünftigen digitalen Archäologen entdeckt zu werden.
Dafür werden die Super-8- und 16mm-Aufnahmen, die an ein Tagebuch erinnern, mit einer Technik kombiniert, die auf Lidar und Punktwolke basiert. So wird auch auf der formalen Ebene die Spannung zwischen der digitalen und der analogen Zukunft der Menschheit abgebildet. Es entsteht ein Science-Fiction-Essay.
Der Titel verwendet einen Begriff, der von dem Wissenschaftler Edward O. Wilson geprägt wurde. Eremozoikum, Zeitalter der Einsamkeit, nennt er das bevorstehende Erdzeitalter. Es würde nach seiner Ansicht auf das gegenwärtige Zeitalter der Säugetiere, das Känozoikum, folgen, wenn wir fortfahren, Arten auszulöschen. Dies würde dazu führen, dass so viel weniger Arten existieren würden als heute, dass der Mensch sich einsam fühlen würde.

## Produktion

### Filmstab
Regie führte Viera Čákanyová, beim Drehbuch kooperierte sie mit ihrer Kollegin Klára Tasovská. Kameraführung und Schnitt lagen ebenfalls in ihren Händen, bei der Montage wurde sie von Alexandra Gojdičová unterstützt. Der Film ist der letzte Teil einer Trilogie, die mit dem experimentellen Dokumentarfilm FREM begann, der seine Weltpremiere auf der Berlinale 2020 in der Sektion Forum feierte. Es folgte der Film White on White. Poznámky z Eremocénu könne, so die Regisseurin, als Prolog zu FREM angesehen werden. Alle drei Teile könnten unabhängig voneinander angesehen werden, ergänzten einander aber.

### Produktion und Förderungen
Die Dreharbeiten fanden zwischen März 2018 und September 2021 in Neuseeland, den USA, Deutschland, Griechenland, der Slowakei und der Tschechischen Republik statt.
Produziert wurde der Film von Dorota Zacharová von Slovak Guča s.r.o., koproduziert von Czech Marina Films. Gefördert wurde er vom Slovak Audiovisual Fund, der öffentlich-rechtlichen Rundfunk- und Fernsehanstalt der Slowakei RTVS und der Region Bratislava.

### Dreharbeiten und Veröffentlichung
Der Film feiert am 20. Februar 2023 auf der Berlinale seine Weltpremiere in der Sektion Forum.
Der Verleih in der Slowakei liegt bei Film Expanded.

## Auszeichnungen und Nominierungen
- 2023: Internationale Filmfestspiele Berlin
  - Nominierung für den Caligari Filmpreis